# Wilkołaz (Kraśnik)
Pour les articles homonymes, voir Wilkołaz.
Wilkołaz (prononciation : [vilˈkɔwas]) est un village polonais de la gmina de Wilkołaz dans le powiat de Kraśnik de la voïvodie de Lublin dans l'est de la Pologne.
Le village est le siège administratif (chef-lieu) de la gmina appelée gmina de Wilkołaz.
Il se situe à environ 3 kilomètres au nord-est de Kraśnik (siège du powiat) et 32 kilomètres au sud-ouest de Lublin (capitale de la voïvodie).
Le village comptait approximativement une population de 1 069 habitants en 2001.

## Histoire
De 1975 à 1998, le village est attaché administrativement à l'ancienne Voïvodie de Lublin.

Depuis 1999, il fait partie de la nouvelle voïvodie de Lublin.